# Manpur
Manpur fou una pargana aïllada de l'Índia central a la subagència Bhil, després a l'agència de Bhopawar i més tard a l'agència de Malwa, amb 155 km²; estava rodejada al nord, sud i est per l'estat d'Indore i a l'oest per l'estat de Jamnia. La població era de 4.890 habitants el 1901 amb 53% hindús, 37% animistes i la resta musulmans i algunes minories (siks, jains, cristians). La població era en majoria bhil. La pargana estava governada per un kamasdar amb poders judicials equivalents a magistrat de tercera classe; els afers més importants passaven a l'agent polític de l'agència Bhil (rebatejada després Bhopawar). La capital era Manpur i la segona població era Sherpur. Manpur és actualment una ciutat i nagar panchayat al districte d'Indore a Madhya Pradesh; està situada a 22° 26′ N, 75° 40′ E / 22.433°N,75.667°E a uns 20 km de Mhow i 40 d'Indore amb 1.748 habitants el 1901 i 6.525 habitants al cens del 2001.

## Història
La població de Manpur hauria estat fundada per soldats del raja Man Singh de Jaipur, que s'hi van establir, ja que no volien tornar a casa per haver estat derrotats. Fusionats amb la població bhil van perdre la seva casta, però es consideren superiors als bhils no barrejats.
Originalment fou part del sarkar de Mandu a la suba de Malwa; al segle xviii va passar a mans de Sindhia. El 1844 va quedar entre les comarques assignades als Sindhia pel manteniment del contingent de Gwalior però en el tractat del novembre del 1860 fou una de les comarques que van ser retingudes pel govern britànic. Fou capital de la subagència Bhil fins al 1882.